# Station Villaines
Station Villaines is een spoorweghalte aan de spoorlijn Montsoult-Maffliers - Luzarches. Het ligt in de Franse gemeente Villaines-sous-Bois in het departement Val-d'Oise (Île-de-France).

## Geschiedenis
Het station werd op 1 mei 1880 geopend bij de opening van de spoorlijn Montsoult-Maffliers - Luzarches.

## Ligging
Het station ligt op kilometerpunt 26,773 van de spoorlijn Montsoult-Maffliers - Luzarches (nulpunt op station Paris-Nord).

## Diensten
Het station wordt aangedaan door treinen van Transilien lijn H tussen Paris-Nord en Luzarches.

## Vorig en volgend station
| Richting  | Vorig station         | Lijn    | Volgend station       | Richting   |
| --------- | --------------------- | ------- | --------------------- | ---------- |
| Luzarches | Belloy - Saint-Martin | Trans H | Montsoult - Maffliers | Paris-Nord |